# Schifffahrtsgericht
Schifffahrtsgerichte sind in Deutschland Amtsgerichte zur Entscheidung über Binnenschifffahrtssachen (mit Ausnahme der Rhein- und Moselschifffahrtssachen, siehe unten). In Österreich werden entsprechende Aufgaben von Bezirksgerichten wahrgenommen.

## Schifffahrtsgerichte in Deutschland
Nach dem Gesetz über das gerichtliche Verfahren in Binnenschifffahrtssachen von 1952 (BinSchVfG) gehören zu den Binnenschifffahrtssachen bürgerliche Rechtsstreitigkeiten, Strafsachen und Bußgeldsachen, die mit der Benutzung von Binnengewässern durch Schifffahrt zusammenhängen (§ 2 BinSchVfG), insbesondere
- Schadensersatzansprüche aus Unfällen
- Schadensersatzansprüche aus Amtspflichtverletzungen
- Ansprüche aus Bergung
- Ansprüche wegen Zahlung der Lotsen-, Kran-, Waage-, Hafen- und Bohlwerksgebühren
- Straf- und Bußgeldsachen wegen Verstößen gegen schifffahrtspolizeiliche Vorschriften und damit in Zusammenhang stehender Handlungen,[2] soweit nach GVG die Amtsgerichte zuständig sind.

In bürgerlichen Rechtsstreitigkeiten sind die Amtsgerichte als Schifffahrtsgerichte auch soweit sachlich zuständig, wie nach den Vorschriften des Gerichtsverfassungsgesetzes die Landgerichte streitwertmäßig zuständig wären (§ 3 Abs. 1 BinSchVfG), und die Berufung ist ohne Rücksicht auf den Wert des Beschwerdegegenstandes zulässig (§ 9 BinSchVfG).
Für Berufungen und Beschwerden (einschließlich Rechtsbeschwerden) ist das dem jeweiligen Amtsgericht übergeordnete Oberlandesgericht als Schifffahrtsobergericht zuständig (§ 11 BinSchVfG). In bürgerlichen Rechtsstreitigkeiten entscheidet im dritten Rechtszug der Bundesgerichtshof (§ 133 GVG); in Strafsachen ist die Revision ausgeschlossen (§ 10 BinSchVfG).

### Zuständigkeitskonzentration
Es gibt zahlreiche Bestimmungen zur Zuständigkeitskonzentration, zum Teil bundesländerübergreifend (vgl. § 4 BinSchVfG). Diese können sich auf einzelne Gewässer oder auf ganze Gebiete beziehen.
| Schifffahrtsobergerichte                                            | Schifffahrtsgerichte                                         | Zuständigkeitskonzentration für                                                                                 |
| ------------------------------------------------------------------- | ------------------------------------------------------------ | --- |
| Oberlandesgericht Karlsruhe (zugleich Rheinschifffahrtsobergericht) | Amtsgericht Konstanz                                         | Bodensee, Rhein (aber nicht als Rheinschifffahrtsgericht)                                                       |
| Oberlandesgericht Karlsruhe (zugleich Rheinschifffahrtsobergericht) | Amtsgericht Kehl (Rheinschifffahrtsgericht)                  | Rhein |
| Oberlandesgericht Karlsruhe (zugleich Rheinschifffahrtsobergericht) | Amtsgericht Mannheim (Rheinschifffahrtsgericht)              | Rhein, Neckar, Main bei Wertheim                                                                                |
| Oberlandesgericht Karlsruhe (zugleich Rheinschifffahrtsobergericht) | Amtsgericht Mainz (Rheinschifffahrtsgericht)                 | Rhein, Main in Hessen                                                                                           |
| Oberlandesgericht Köln (Rhein- und Moselschifffahrtsobergericht)    | Amtsgericht Sankt Goar (Rhein- und Moselschifffahrtsgericht) | Rhein, Lahn, Mosel, Saar                                                                                        |
| Oberlandesgericht Köln (Rhein- und Moselschifffahrtsobergericht)    | Amtsgericht Duisburg-Ruhrort (Rheinschifffahrtsgericht)      | Rhein, Schifffahrtsweg Rhein-Kleve, Rhein-Herne-Kanal, Wesel-Datteln-Kanal, Ruhr                                |
| Oberlandesgericht Hamm                                              | Amtsgericht Dortmund                                         | Dortmund-Ems-Kanal, Rhein-Herne-Kanal, Wesel-Datteln-Kanal, Datteln-Hamm-Kanal, Ruhr                            |
| Oberlandesgericht Hamm                                              | Amtsgericht Minden                                           | Weser, Werra, Fulda, Mittellandkanal                                                                            |
| Oberlandesgericht Saarbrücken                                       | Amtsgericht Saarbrücken                                      | Saar |
| Oberlandesgericht Hamburg                                           | Amtsgericht Emden                                            | Dortmund-Ems-Kanal, Ems, Küstenkanal u. a.                                                                      |
| Oberlandesgericht Hamburg                                           | Amtsgericht Bremen                                           | Weser, Aller, Leine u. a.                                                                                       |
| Oberlandesgericht Hamburg                                           | Amtsgericht Hamburg                                          | Elbe, Nord-Ostsee-Kanal u. a.                                                                                   |
| Oberlandesgericht Hamburg                                           | Amtsgericht Waren (Müritz)                                   | ganz Mecklenburg-Vorpommern                                                                                     |
| Kammergericht                                                       | Amtsgericht Charlottenburg (Zivilsachen)                     | ganz Berlin |
| Kammergericht                                                       | Amtsgericht Tiergarten (Strafsachen)                         | ganz Berlin |
| Oberlandesgericht Brandenburg                                       | Amtsgericht Brandenburg an der Havel                         | ganz Brandenburg                                                                                                |
| Oberlandesgericht Naumburg                                          | Amtsgericht Magdeburg (Zivilsachen)                          | ganz Sachsen-Anhalt (nur Zivilsachen)                                                                           |
| Oberlandesgericht Dresden                                           | Amtsgericht Dresden                                          | ganz Sachsen |
| Oberlandesgericht Nürnberg                                          | Amtsgericht Bamberg                                          | LG-Bezirke Bamberg, Bayreuth, Coburg, Hof                                                                       |
| Oberlandesgericht Nürnberg                                          | Amtsgericht Lindau (Bodensee)                                | Bodensee, LG-Bezirk Kempten (Allgäu), AG-Bezirk Memmingen                                                       |
| Oberlandesgericht Nürnberg                                          | Amtsgericht Nürnberg                                         | LG-Bezirke Ansbach, Ingolstadt, Nürnberg-Fürth; AG-Bezirke Dillingen a. d. Donau, Günzburg, Neu-Ulm, Nördlingen |
| Oberlandesgericht Nürnberg                                          | Amtsgericht Regensburg                                       | LG-Bezirke Amberg, Deggendorf, Landshut, Passau, Regensburg, Weiden i. d. OPf.                                  |
| Oberlandesgericht Nürnberg                                          | Amtsgericht Starnberg                                        | LG-Bezirke Augsburg (ohne AG-Bezirke Dillingen a. d. Donau und Nördlingen), München I, München II, Traunstein   |
| Oberlandesgericht Nürnberg                                          | Amtsgericht Würzburg                                         | LG-Bezirke Aschaffenburg, Schweinfurt, Würzburg                                                                 |

Keinerlei Zuständigkeitskonzentration existiert für Thüringen.
Besteht danach keine Zuständigkeitskonzentration, sind das örtliche Amtsgericht als Schifffahrtsgericht und sein Oberlandesgericht als Schifffahrtsobergericht zuständig.

## Rhein- und Moselschifffahrtsgerichte
Die Rhein- und die Moselschifffahrtsgerichte beruhen auf staatsvertraglicher Grundlage (vgl. § 14 GVG), nämlich der Revidierten Rheinschifffahrtsakte von 1868 bzw. dem Vertrag über die Schiffbarmachung der Mosel von 1956.
Rhein- und Moselschifffahrtssachen sind Angelegenheiten auf dem Rhein ab Basel bzw. der Mosel, die betreffen
- Schadensersatzansprüche aus Beschädigungen, welche Schiffer während der Fahrt oder beim Anlanden verursachen
- Ansprüche wegen Zahlung von Gebühren
- Bußgeldsachen wegen Zuwiderhandlungen gegen schifffahrtspolizeiliche Vorschriften.[16]

Der sachliche Zuständigkeitsbereich der Rhein- und Moselschifffahrtsgerichte ist somit enger als der der Schifffahrtsgerichte; insbesondere gehören Strafsachen, vertragliche Schadensersatzansprüche und Amtshaftung nicht dazu.
Rheinschifffahrtsgerichte
| Land        | Rheinschifffahrtsobergericht                | Rheinschifffahrtsgericht                 |
| ----------- | ------------------------------------------- | ---------------------------------------- |
| Schweiz     | Appellationsgericht Basel-Stadt             | Strafgericht Basel-Stadt                 |
| Schweiz     | Appellationsgericht Basel-Stadt             | Zivilgericht Basel-Stadt                 |
|             |                                             |                                          |
| Frankreich  | Cour d’appel de Colmar                      | Tribunal judiciaire de Strasbourg        |
|             |                                             |                                          |
| Deutschland | Oberlandesgericht Karlsruhe                 | Amtsgericht Kehl                         |
| Deutschland | Oberlandesgericht Karlsruhe                 | Amtsgericht Mannheim                     |
| Deutschland | Oberlandesgericht Karlsruhe                 | Amtsgericht Mainz                        |
| Deutschland | Oberlandesgericht Köln (ECLI-Code: RSCHOGK) | Amtsgericht Sankt Goar                   |
| Deutschland | Oberlandesgericht Köln (ECLI-Code: RSCHOGK) | Amtsgericht Duisburg-Ruhrort (RSCHGDU)   |
|             |                                             |                                          |
| Niederlande | Gerechtshof Arnhem-Leeuwarden               | Rechtbank Gelderland, Arnhem             |
| Niederlande | Gerechtshof Amsterdam                       | Rechtbank Midden-Nederland, Utrecht      |
| Niederlande | Gerechtshof Den Haag                        | Rechtbank Rotterdam, Rotterdam/Dordrecht |
| Niederlande | Gerechtshof Den Haag                        | Rechtbank Den Haag, Den Haag/Gouda       |

Moselschifffahrtsgerichte
| Land        | Moselschifffahrtsobergericht            | Moselschifffahrtsgericht          |
| ----------- | --------------------------------------- | --------------------------------- |
| Frankreich  | Cour d’appel de Colmar                  | Tribunal judiciaire de Thionville |
|             |                                         |                                   |
| Luxemburg   | Tribunal d’arrondissement de Luxembourg | Justice de paix de Luxembourg     |
|             |                                         |                                   |
| Deutschland | Oberlandesgericht Köln (MSCHOGK)        | Amtsgericht Sankt Goar            |

In Rheinschifffahrtssachen kann statt Berufung oder Rechtsbeschwerde an das Rheinschifffahrtsobergericht optional auch die Berufungskammer der Zentralkommission für die Rheinschifffahrt (ZKR) in Straßburg angerufen werden, in Moselschifffahrtssachen der Berufungsausschuss der Moselkommission in Trier.

## Schifffahrtsgerichte in Österreich
In Österreich gelten weiterhin das ursprünglich deutsche Gesetz über das Verfahren in Binnenschiffahrtssachen von 1937 sowie die Vierte Durchführungsverordnung hierzu von 1941.
Davon erfasst werden nur bürgerliche Rechtsstreitigkeiten, nämlich
- Schadenersatzansprüche aus Zusammenstößen oder anderen Schifffahrtsunfällen sowie aus unerlaubten Handlungen, die sonst mit der Benutzung der Gewässer zusammenhängen
- Ansprüche auf Lotsenvergütungen
- Ansprüche aus Bergung und Hilfeleistung (§ 1 BinSchVfG 1937).

Zuständig sind im ersten Rechtszug die Bezirksgerichte bzw. für die Donau das Bezirksgericht für Handelssachen Wien als Schifffahrtsgerichte, im zweiten Rechtszug die Oberlandesgerichte als Schifffahrtsobergerichte und im dritten Rechtszug der Oberste Gerichtshof.